# Wilmar Roldán
Wilmar Alexander Roldán Pérez (Remedios, 24 de janeiro de 1980) é um árbitro de futebol colombiano.

## Carreira
A primeira vez que atuou como árbitro foi logo aos 14 anos de idade, em torneios locais e regionais. Devido à sua personalidade forte, muitas pessoas passaram a chamá-lo de "O Castrilli do nordeste de Antioquia", devido também ao estilo parecido de apitar com o famoso árbitro argentino Javier Castrilli. Em 23 de fevereiro de 2003, apitou sua primeira partida oficial no Campeonato Colombiano de Futebol, entre Millionarios e Once Caldas. Em janeiro de 2008, aos 28 anos de idade, conseguiu se tornar um árbitro FIFA. Tornou-se também um dos mais novos árbitros a apitar uma partida da Copa Libertadores da América, quando apitou a primeira partida da fase quartas de final da Libertadores de 2008 entre Boca Juniors (ARG) e Atlas (MEX). Em 2012 arbitrou o segundo jogo da final da Copa Libertadores, entre Corinthians e Boca Juniors. Em 2013, foi selecionado para apitar jogos do Mundial Sub-20 na Turquia e novamente o segundo jogo da final da Copa Libertadores, em que Atlético Mineiro e Olimpia disputaram o título. Em 2014, apitou o jogo de ida da final da Libertadores entre San Lorenzo e Nacional. Já na Copa Sul-Americana, apitou duas finais, em 2017 e 2022.
Participou da Copa do Mundo FIFA de 2014 em duas partidas: México 1–0 Camarões (Grupo A) e Coreia do Sul 2–4 Argélia (Grupo H). Em 2015, mediou a final da Copa América de 2015. Em 2018, participou da Copa do Mundo de 2018 em duas partidas: Inglaterra 2-1 Tunísia (Grupo G) e Arábia Saudita 2-1 Egito (Grupo A).
Em 2023, foi selecionado para apitar a final da Libertadores disputada entre Fluminense e Boca Juniors.

## VAR - Árbitro Assistente de Vídeo
Mesmo sendo um sistema recente, o árbitro Wilmar Roldán já se envolveu em diversas polêmicas com o VAR (árbitro assistente de vídeo - video assistant referee em inglês).
A atuação do árbitro foi evidentemente prejudicial ao River Plate na semifinal da Copa Libertadores de 2017 contra o Lanús. O árbitro deixou de marcar pênalti claro a favor do River Plate (em lance em que o defensor do Lanús deu um tapa na bola dentro da área) no primeiro tempo, recusando-se a consultar o VAR. No segundo tempo, marcou pênalti a favor do Lanús valendo-se do VAR.
O árbitro já havia se envolvido em escândalo em uma partida que envolveu os selecionados camaronês e alemão, válida pela Copa das Confederações de 2017. Após consultar o VAR, Wilmar Roldán expulsou o atleta errado, que sequer estava envolvido na jogada.
A mais recente polêmica do árbitro com o VAR se deu na final da Copa Sul-Americana de 2017, partida em que Wilmar Roldán assinalou pênalti polêmico após sutil contato de Cuéllar em Meza. No segundo tempo, Wilmar Roldán se recusou a consultar o VAR, ficando assim por marcar pênalti claro em Lucas Paquetá, que foi claramente empurrado para baixo após driblar o zagueiro adversário (se convertido, a partida caminharia para a prorrogação).

## Outras Polêmicas
Por duas vezes, ambas em partidas envolvendo o São Paulo F. C., Roldán se envolveu em polêmicas. Na primeira delas (em 2011), o lateral-esquerdo Juan afirmou ter sido ofendido pelo árbitro (que o teria chamado de "macaco"). Já na segunda, em 2013, o atacante Luis Fabiano afirmou ter sofrido uma série de injúrias de mesma ordem durante a partida, tendo Roldán sido conivente com a prática.